# Troglitazon
Troglitazon je povučen sa tržišta 2000. godine uzled povećanog rizika od hepatotoksičnosti. On je zamenjen pioglitazonom i rosiglitazonom.

## Spoljašnje veze
|  | Molimo Vas, obratite pažnju na važno upozorenje u vezi sa temama iz oblasti medicine (zdravlja). |